# Glatter-Götz Orgelbau
Glatter-Götz Orgelbau ist ein Orgelbauunternehmen in Aach-Linz, einem Ortsteil von Pfullendorf im Landkreis Sigmaringen in Baden-Württemberg. Es wurde 1993 gegründet und hat sich durch interessante Projekte und ungewöhnliche Entwürfe international einen Namen gemacht.

## Geschichte
1993 gründete Caspar Glatter-Götz (* 1. März 1945 in Boltenhagen), vorher Betriebsleiter der österreichischen Firma Rieger Orgelbau, mit Heinz Kremnitzer das Unternehmen in Owingen in Baden-Württemberg. 2005 ging die Leitung an Heinz Kremnitzer und Stefan Stürzer über. Seit 2010 produziert Glatter-Götz Orgelbau in Aach-Linz, einem Stadtteil von Pfullendorf.

## Orgeln (Auswahl)
| Jahr      | Op. | Ort                      | Gebäude                                    | Bild | Manuale | Register | Bemerkungen                                                                   |
| --------- | --- | ------------------------ | ------------------------------------------ | ---- | ------- | -------- | ----------------------------------------------------------------------------- |
| 1995      | 1   | Haselstauden, Österreich | Kirche Mariä Heimsuchung                   |      | II/P    | 21       |                                                                               |
| 1998      | 3   | Laufen                   | Stiftskirche Zu Unserer Lieben Frau        |      | II/P    | 29       | → Orgel                                                                       |
| 1997–1999 | 4   | Palos Verdes Estates     | Neighborhood Church                        |      | III/P   | 34       |                                                                               |
| 1998      |     | Claremont                | United Church of Christ                    |      | III/P   | 54       | in Zusammenarbeit mit Rosales, 4041 Pfeifen                                   |
| 2001      |     | Langau, Österreich       | Katholische Kirche                         |      | II/P    | 15       |                                                                               |
| 2001      |     | Paternò, Italien         | Chiesa della Santo Spirito                 |      | II/P    | 17 (18)  |                                                                               |
| 2001      |     | Daegu, Korea             | Hotel Inter-Burgo, Convention Hall         |      | III/P   | 51       | [ 3 ]                                                                         |
| 2002      |     | Wil, Schweiz             | Neuapostolische Kirche                     |      | II/P    | 18       | 1.086 Pfeifen                                                                 |
| 2003      |     | Moskau                   | Bolschoi-Theater                           |      | II/P    | 31       | Kleine Orgel, 1819 Metall- und 100 Holzpfeifen, hinter Kulisse nicht sichtbar |
| 2003      |     | Moskau                   | Internationales Haus der Musik             |      | IV/P    | 82       | mit Johannes Klais Orgelbau, 5.582 Pfeifen, zweitgrößte Orgel Russlands       |
| 2004      |     | Los Angeles              | Walt Disney Concert Hall                   |      | IV/P    | 100      | mit Rosales, Prospekt von Gehry, 6. 125 Pfeifen – Orgel                       |
| 2004–2005 | 20  | West St. Paul, Minnesota | Augustana Lutheran Church                  |      | II/P    | 39       |                                                                               |
| 2004      | 23  | Seoul, Korea             | Kirche                                     |      | II/P    | 33       |                                                                               |
| 2006      | 24  | Bergen, Norwegen         | Universität                                |      | II/P    | 13       |                                                                               |
| 2007      |     | Witebsk, Weißrussland    | Philharmonie                               |      | II/P    | 36       | [ 9 ]                                                                         |
| 2008      |     | Phoenix, Arizona         | Central United Methodist Church            |      | III/P   | 65       |                                                                               |
| um 2010   |     | Moskau                   | Privathaus                                 |      | II/P    | 15       | im Foyer über drei Etagen, Gehäuseteile und einige Pfeifen aus Glas           |
| 2011      |     | Magdeburg                | Dom                                        |      | II/P    | 22       | Remterorgel, mit Rosales Organs Services – Orgel                              |
| 2012      | 30  | Sun City West            | Lord of Life Lutheran Church               |      | III/P   | 61       |                                                                               |
| 2004–2014 |     | ?                        |                                            |      |         |          | Hulk (Organ), Bronzefigur von Jeff Koons mit spielbaren Orgelteilen           |
| 2015      | 33  | Zürich                   | Zürich-Albisrieden, Neuapostolische Kirche |      | II/P    | 20       |                                                                               |
| 2016      |     | Murmansk                 | Philharmonic Concert Hall                  |      | III/P   | 40       |                                                                               |
| 2017      |     | Neuenburg                | Neuapostolische Kirche                     |      | II/P    | 19       |                                                                               |